# Engelskt hjul

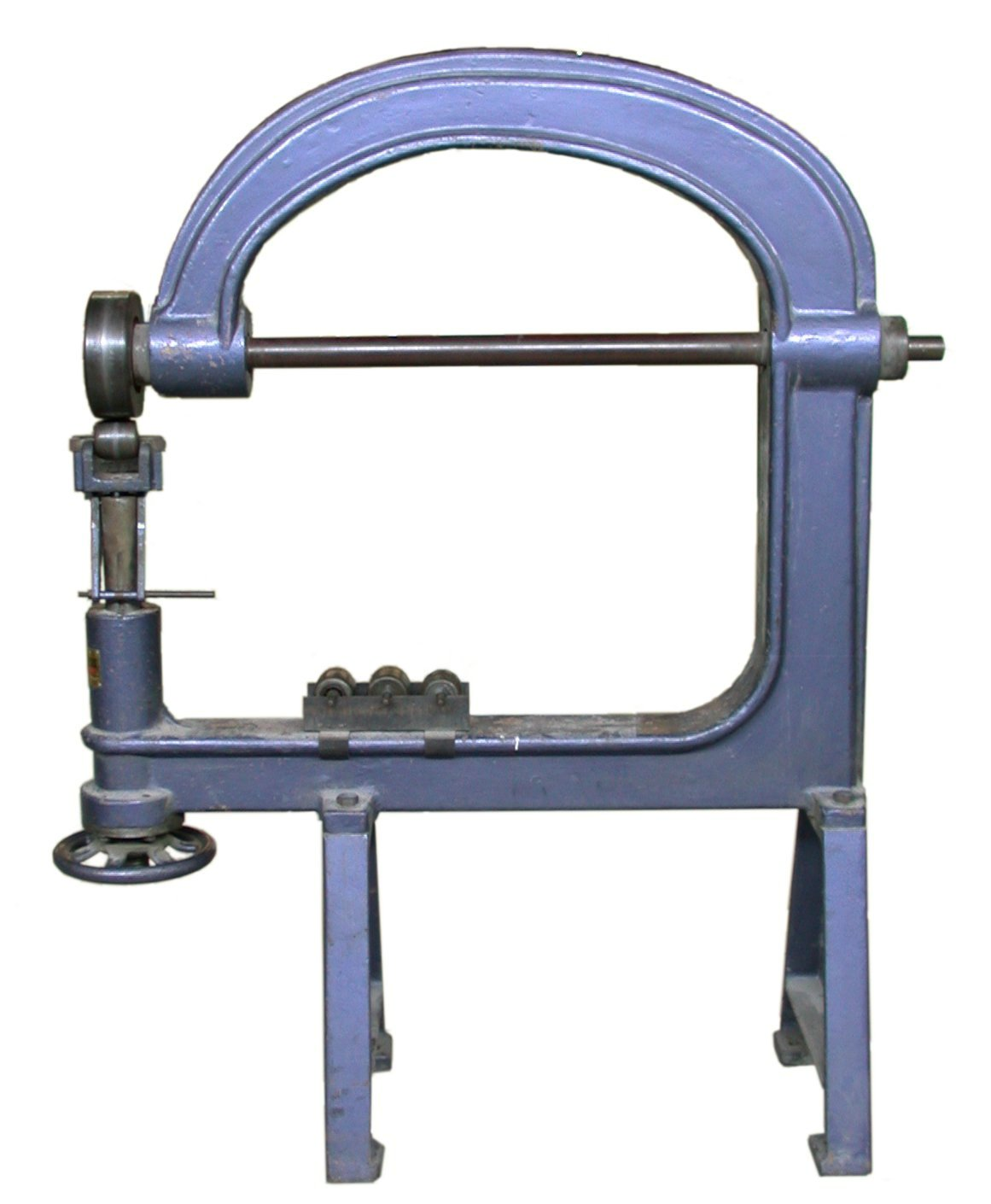
Engelskt hjul

Engelskt hjul är en manuellt driven maskin för att bearbeta metall och skapa mjuka, runda former av stål- eller aluminiumplåt. Den är formad som ett stort, stängt C med två hjul i ändarna. Det undre har vanligtvis en mindre radie än det övre. Även om det finns större maskiner brukar det undre hjulet vara upp till 8 centimeter i diameter och det övre hjulet upp till 25 centimeter i diameter. Det övre hjulet är plant, medan det undre har en rundad yta. Radien på det undre hjulets rundning påverkar mycket storleken på den rundning man vill ha på plåtens form. Det finns ett antal olika former på det undre hjulet att välja mellan, beroende på vad som ska tillverkas.
När man ska bearbeta plåten drar man den fram och tillbaka mellan de båda hjulen. Trycket mellan hjulen gör att plåten tunnas och sträcks ut. Sträckningen gör att plåten formas runt det undre hjulet med sin runda form.
Trycket vid kontaktpunkten – som varierar med radien på rundningen av det undre hjulet och vilket tryck man lägger på samt hur många gånger man låter plåten passera mellan hjulen – avgör hur mycket plåten sträcks ut och därmed formas.
För att få den form som önskas kan man under arbetets gång byta mellan olika undre hjul. Att använda kombinationen av olika hjul och rätt tryck mellan hjulen gör det till ett krävande hantverk som tar relativt lång tid att lära sig.